# Муай боран

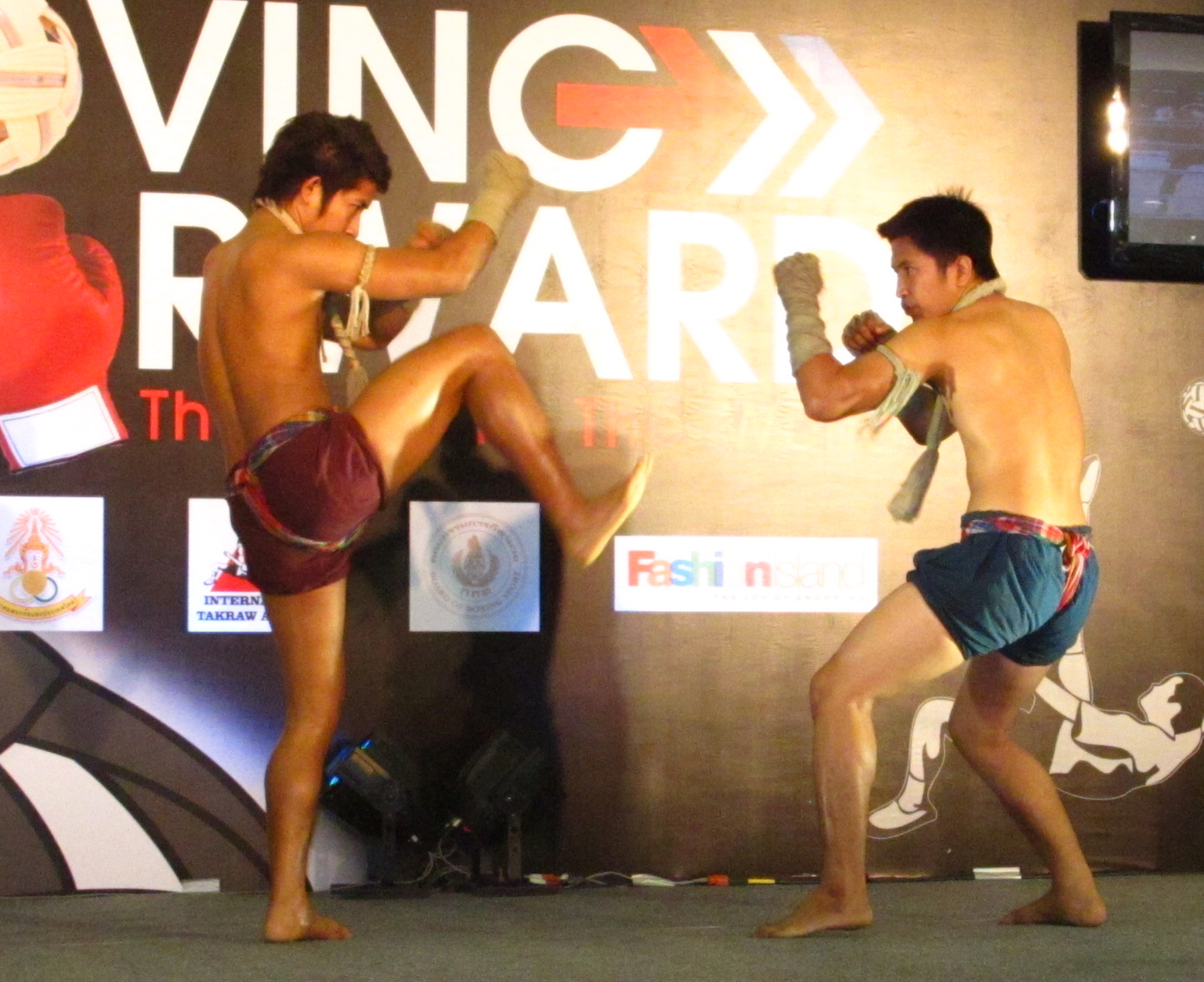
Муай Боран

Муай Боран — традиционный стиль боевого искусства Таиланда, прародитель современного таиландского бокса муай-тай, также называемый искусством выживания на поле боя. В переводе с тайского Муай Боран (มวยโบราณ) означает «древний бокс». Если классический современный тайский бокс называют «наукой о восьми конечностях», то Муай Боран в народе имел название «науа ауют», что в переводе означает «девять орудий». «Наука о восьми конечностях» предполагает использование восьми сочленений человеческого тела: два кулака, два локтя, два колена и две стопы. «Девять орудий» включают в себя, кроме вышеупомянутых конечностей, также технику нанесения ударов и других воздействий с помощью головы 
Такие отличия обусловлены, прежде всего, историческим контекстом возникновения и развития этих стилей. Муай Боран изначально был разработан как прикладная система рукопашного боя, которая активно использовалась в борьбе против бирманских оккупантов. Таким образом, Муай Боран — это армейская система рукопашного боя, в отличие от современного муай-тай, который является следствием урезанных правил проведения поединков по традиционному тайскому боксу.

## История развития
Муай Тай изначально создавался для соревнований. Таким образом, из многогранного боевого искусства Муай Боран трансформировался в вид спортивного единоборства с множеством технических ограничений. Регламент правил муай-тай разрабатывался с учётом беспокойства о здоровье бойцов, поэтому все опасные для жизни техники были исключены. Военные приёмы уступили место гражданским.
Муай Боран был популярен и востребован среди солдат сиамской армии. Применялся и изучался параллельно с Краби Крабонг — искусством боя с оружием.
В старые времена бойцы Муай Боран устраивали в деревнях поединки во время праздников, в результате чего популярность этого стиля в народе заметно возросла. Поединки такого типа называли муай кат чек (คาดเชือก). Позже аналогичные бои были представлены при королевском дворе, что послужило опорой для дальнейшего развития Муай Боран совсем на ином уровне. Муай Боран стал преподаваться для дворцовой знати и придворной охраны, а также солдатам в армии. Таким образом, многим народным специалистам по Муай Боран было предложено переехать жить в дворцовые пределы.
Спустя какое-то время Муай Боран стали изучать князья и королевская гвардия. В результате такой популярности в королевских кругах появилось целое ответвление «королевского бокса» — муай луанг (มวยหลวง). Ещё позже, в период Аюттайя, Муай Борану был специально обучен целый взвод королевских охранников, в результате прославившихся как «гром нак муай», что в переводе означает «полк бойцов Муай».
Муай Боран находился под королевским патронатом в течение всего периода правления Кхуна Луана Сорасака, более известного как «Пра Чау Суа», что в переводе означает «король-тигр». Некоторые исторические записи свидетельствуют, что Кхун Луан был большим поклонником Муай Боран и занимался им с большой самоотдачей. 
Так называемый «Золотой век Муай Тай» приходится на годы правления короля Рамы V, взошедшего на престол в 1868 году. Это был период расцвета и экономического подъёма Таиланда. Король сам был известным знатоком и ценителем национального боевого искусства, поэтому всячески способствовал его развитию. Времена правления Рамы V были относительно мирным периодом в истории королевства. Люди занимались Муай Боран для самообороны и укрепления здоровья, для души и личностного совершенствования.

## Ответвления и подстили
К этому времени уже существовало несколько самостоятельных ответвлений тайского бокса. Муай Тасао — на севере, Муай Корат — на востоке и северо-востоке, Муай Лопбури в центральной части королевства и Муай Чайя на юге. Существовала даже поговорка, отображающая индивидуальные особенности и многогранность всех этих стилей: «Кулаки Кората, смекалка Лопбури, Хороший Удар из Чайя и скорость Тасао» (หมัดหนักโคราชฉลาดลพบุรีท่าดีไชยาเร็วกว่าท่าเสา).

## Техника Муай Боран
Технический арсенал стиля разнообразен и достаточно высокоорганизован. В Муай Боран есть несколько разделов техники: ударная, бросковая, техника болевых приёмов и удержаний.
Большое внимание уделяется тщательной проработке всех традиционных методов подготовки. Парная работа осуществляется в лёгкой игровой манере, как и другая прикладная работа, в том числе и спарринги. Базовая боевая стойка в Муай Боран значительно ниже и шире, чем в Муай Тай. Связки простые и эффективные. Очень хорошо развиты методы работы на ближней дистанции. Активно используются удары коленями, локтями, заломы и приёмы выведения из равновесия. Большое внимание уделяется тренировке специальной гибкости.

## Используемая литература
- Kraitus, Panya (1992), written at Phuket, Muay Thai The Most Distinguished Art of Fighting, Transit Press, ISBN 974-86841-9-9

- Boykin, Chad (2002), written at Boulder, CO, Muay Thai Kickboxing - The Ultimate Guide to Conditioning, Training and Fighting, Paladin Press, ISBN 1-58160-320-7

- Belmar, Peter (2006), written at New York, NY, Thai Kickboxing For Beginners, Lulu Press, ISBN 978-1-4116-9983-0

- Prayukvong, Kat (2006), written at Bangkok, Thailand, Muay Thai: A Living Legacy, Spry Publishing Co., Ltd, ISBN 974-92937-0-3